# Opharus trama
Opharus trama là một loài bướm đêm thuộc phân họ Arctiinae, họ Erebidae.